# 타키 & 츠바사
타키 & 츠바사(タッキー&翼 닷키 안도 쓰바사[*])는 다키자와 히데아키, 이마이 쓰바사의 2명으로 구성된 남성 아이돌 듀오이다. 소속 사무소는, 자니스 사무소. 소속 레코드 회사는 에이벡스. 약칭은 다키쓰바(タキツバ).

## 멤버
- 타키자와 히데아키(滝沢秀明, 1982년 3월 29일 ~ , A형)
- 이마이 츠바사(今井翼, 1981년 10월 17일 ~ , A형) - 최연장자

## 약력
쟈니즈 사무소 사장인 자니 키타가와는 당초, 타키자와의 솔로 데뷔를 계획하고 있었지만, 타키자와가 이마이와 2명이서의 활동을 희망. 〈타키 & 츠바사〉결성, CD 데뷔가 되었다.
2명이서 교류를 가지게 된 것은 데뷔하는 3년 전부터이며, 자니스 주니어 무렵에는 〈서로, 거의 말하지 않았다. 오히려, 서로 피하고 있던 점이 있었다〉라고 한다. 이것은, CD 데뷔를 기념한 도쿄 돔의 콘서트에서, 개막 직후에 방영된 VTR에서 공표되었다.
2002년 9월 11일, 앨범 《Hatachi》를 발매해 CD 데뷔. TV 아사히 계열의 골든 타임에 타키 & 츠바사의 사무소 선배인 KinKi Kids의 도모토 코이치와 쿠로야나기 테츠코 사회에 의한 같은 날의 생방송 특별 프로그램 〈테츠코와 코이치의 나마헤야〉(2002년 9월 11일 방송, 게스트: 유카, 모리 미츠코, 진나이 타카노리, 치이 타케오, 오오니타 아츠시)가 방송되는 등 대대적인 선전을 했다.
2003년 11월, 싱글 〈꿈 이야기〉가 첫 오리콘 1위를 획득해 롱 힛이 된다.
2006년 7월 ~ 9월, 싱글 〈Ho! 서머〉가 드라마 《가킨쵸~리턴 키즈~》의 주제가가 된다.
2007년 8월 18일, 8월 19일 방송의 《24시간 TV 〈사랑은 지구를 구한다〉》(닛폰 TV 계열)에서 메인 퍼스낼리티를 맡았다(동 프로그램에는 다음 2008년에도 게스트 출연).
2008년, 반다이 남코 게임스로부터 발매한 Wii 전용 소프트 〈패밀리 스키〉로, 2명이 모인 첫 CM 출연을 했다.
2012년, 10주년을 기념해 《타키 & 츠바사 10주년 기념 일본 열도 종단 콘서트》를 개최했다.
2014년 콘서트 『Two Tops Treasure Tackey&Tsubasa Tour 2014』를 개최. 이마이는 건강상의 이유로 불참, 타키자와 혼자서 출연했다.
2017년 9월 3일, 데뷰 15주년을 앞두고 듀엣의 활동 중지를 자니스 사무소 측에서 공식 발표하였다. 최근에 들어 그룹으로서의 좋은 퍼포먼스를 하지 못하여, 활동의 방향에 대해 논의한 결과, 일단 그룹 활동을 쉬고, 각자 솔로 활동의 경험을 쌓아 스킬업이 되어 다시 타키 & 쓰바사로 활동하겠다는 결론에 이르렀다고 한다. 같은 달 18일에 티비 아사히 계열에서 방송된 음악 방송 <<뮤직스테이션 울트라 FES>>의 출연을 끝으로 활동 중지에 들어갔다.
2018 9월 10일 해체했다. 타키자와 히데야키는 해산과 동시에 연예활동 전격 은퇴한다. 투병 중인 이마이 츠바사는 팀 해산 후 쟈니스 사무소를 퇴소해 치료에 전념항 예정이다.

## 음반 작품

### 싱글
| #  | 발매일           | 타이틀                                                               |
| -- | ---------------- | -------------------------------------------------------------------- |
| 1  | 2003년 2월 26일  | To be, To be, Ten made To be                                         |
| 2  | 2003년 11월 12일 | 夢物語 꿈 이야기                                                     |
| 3  | 2004년 2월 11일  | One Day, One Dream                                                   |
| 4  | 2004년 11월 3일  | 愛想曲 (セレナーデ) 세레나데                                         |
| 5  | 2005년 5월 4일   | 仮面/未来航海 가면/미래 항해                                         |
| 6  | 2006년 1월 18일  | Venus                                                                |
| 7  | 2006년 8월 9일   | Ho! サマー Ho! 서머                                                  |
| 8  | 2007년 4월 18일  | ×〜ダメ〜/Crazy Rainbow ×~안돼~/Crazy Rainbow                        |
| 9  | 2007년 8월 8일   | SAMURAI                                                              |
| 10 | 2008년 6월 4일   | 恋詩-コイウタ-/PROGRESS 연시-사랑 노래-/PROGRESS                     |
| 11 | 2010년 11월 24일 | 愛はタカラモノ 사랑은 보물                                           |
| 12 | 2011년 8월 31일  | Journey Journey〜ボクラノミライ〜 Journey Journey~우리의 미래~       |
| 13 | 2011년 11월 23일 | Heartful Voice                                                       |
| 14 | 2014년 3월 19일  | 僕のそばには星がある/ビバビバモーレ 내 곁에는 별이 있다/비바비바모레 |
| 15 | 2014년 8월 20일  | 抱夏-ダキナツ- 다키나츠-다키나츠-                                    |
| 16 | 2015년 9월 23일  | 山手線内回り〜愛の迷路〜 야마노테 선 내선 순환~사랑의 미로~          |

### 앨범

#### 오리지널 앨범
| # | 발매일           | 타이틀            |
| - | ---------------- | ----------------- |
| 1 | 2002년 9월 11일  | Hatachi           |
| 2 | 2004년 4월 28일  | Twenty Two        |
| 3 | 2006년 11월 15일 | Two You Four You  |
| 4 | 2012년 9월 11일  | TEN               |
| 5 | 2014년 12월 3일  | Two Tops Treasure |

#### 미니 앨범
| # | 발매일          | 타이틀              |
| - | --------------- | ------------------- |
| 1 | 2011년 3월 16일 | TRIP & TREASURE     |
| 2 | 2015년 12월 2일 | TRIP & TREASURE TWO |

#### 베스트 앨범
| # | 발매일           | 타이틀                         |
| - | ---------------- | ------------------------------ |
| 1 | 2007년 10월 17일 | タキツバベスト 타키츠바 베스트 |

## 같이 보기
- 쟈니즈 사무소
- 에이벡스